# Kedestes wallengrenii
Kedestes wallengrenii là một loài bướm ngày thuộc họ Hesperiidae. Nó được tìm thấy ở KwaZulu-Natal, Zululand, Transvaal, Zimbabwe và from Mozambique to Kenya.
Sải cánh dài 27–31 mm đối với con đực và 30-35 đối với con cái. Con trưởng thành bay từ tháng 8 đến tháng 11 và from tháng 2 đến tháng 4. Có hai lứa trưởng thành một năm.
Ấu trùng có thể ăn Imperata cylindrica.

## Phụ loài
- Kedestes wallengrenii wallengrenii
- Kedestes wallengrenii fenestratus (Butler, 1894)